# Leszek Sawicki (geolog)
Leszek Sawicki (ur. 1924 w Kopyczyńcach w woj. tarnopolskim, zm. 21 lutego 2017 we Wrocławiu) – polski geolog, kartograf, współzałożyciel i kierownik Oddziału Dolnośląskiego Państwowego Instytutu Geologicznego, współzałożyciel Towarzystwa Miłośników Lwowa we Wrocławiu.

## Życiorys
Urodził się w Kopyczyńcach na Podolu w roku 1924 jako syn Władysława Sawickiego, inżyniera mierniczego, i Zofii z d. Mentzel. Od pierwszych lat życia był lwowianinem. Do szkół (gimnazjum, sowiecka 10-latka, tajne komplety) uczęszczał we Lwowie. Należał do 4. Lwowskiej Drużyny Harcerzy. W okresie II wojny światowej był – po odbyciu szkolenia wojskowego AK – żołnierzem plutonu „Świteź/II” (Okręg Lwów) o pseudonimie „Trajan”. Brał udział w akcji „Burza”; został zmuszony do opuszczenia miasta w roku 1944.
W roku 1946 rodzina została wysiedlona ze Lwowa i zamieszkała w Trzebnicy. Leszek Sawicki odbył służbę wojskową w Oficerskiej Szkole Lotnictwa, a następnie zamieszkał we Wrocławiu, gdzie ukończył studia geologiczne.
Studiował na Uniwersytecie Wrocławskim, w którym znalazło się wielu byłych pracowników Uniwersytetu Lwowskiego, m.in. Henryk Teisseyre, geolog, specjalista w dziedzinie tektoniki Karpat, od roku 1946 profesor nadzwyczajny Uniwersytetu Wrocławskiego). Te lata Leszek Sawicki wspominał:

„Lwowianie trzymali się zawsze razem [...] pracownicy uniwersytetu i politechniki […] … to wszystko byli lwowianie i między nimi był utrzymany zawsze bardzo dobry kontakt, ale ten kontakt nie był mile widziany przez władze.

W roku 1950, po skończeniu studiów, Leszek Sawicki zaczął pracę w regionalnej jednostce PIG – „Instytucie Dolnośląskim”, powołanym 1 maja 1949 r. z inicjatywy prof. Henryka Teisseyre (pierwszego kierownika Instytutu, związanego z nim do śmierci w roku 1974). W latach 1951 i 1965 nazwę Instytutu zmieniano kolejno na „Stacja Terenowa PIG” i „Oddział Dolnośląski PIG”. Leszek Sawicki należał początkowo do „grupy prof. Teisseyre’a”. W prymitywnych, powojennych warunkach rozpoczęto badania skomplikowanej geologicznej budowy Dolnego Śląska (Sudetów i obszaru przedsudeckiego), nie podobnej do budowy dobrze znanych zespołowi obszarów II Rzeczypospolitej. W latach 40. koncentrowano się na porządkowaniu i uzupełnianiu dokumentacji niemieckiej oraz gromadzeniu materiałów doświadczalnych (próbek pobieranych w terenie), a w latach 50. rozpoczęto wieloletnie, systematyczne kartografowanie geologiczne.
W roku 1962 dr Leszek Sawicki objął funkcję kierownika Oddziału i pełnił ją do roku 1977. W tym okresie Oddział liczył już ok. 70 pracowników. Utworzono nowe gabinety i pracownie, m.in. Laboratorium Geochemiczne, wyposażone w nowoczesne aparaty analityczne.
Zespół, kierowany przez Leszka Sawickiego przez 15 lat, opracował i realizował szeroko zakrojony program badań geologicznych Dolnego Śląska. W roku 1982 Leszek Sawicki i Andrzej Grocholski zredagowali tom pt. „Stan rozpoznania i kierunki badań strukturalnych Dolnego Śląska” (praca zbiorowa).
W latach 1997–2002 Leszek Sawicki współpracował z redakcją geograficzną Wielkiej Encyklopedii PWN, opracowując kilkaset haseł dotyczących Iranu, Iraku, Kambodży i Wietnamu.
Zmarł 21 lutego 2017 we Wrocławiu w wieku 92 lat. 28 lutego 2017 został pochowany na Cmentarzu Osobowickim we Wrocławiu (pole:115R, grób 162, rząd 1).

## Zakres działalności

### Prace geologiczne
Po utworzeniu dolnośląskiego oddziału PIG rozpoczął on badania skomplikowanej geologicznej budowy Dolnego Śląska (Sudetów i obszaru przedsudeckiego), w tym wieloletnie, systematyczne kartowanie geologiczne. Jako początkujący geolog-kartograf Leszek Sawicki pracował na terenie Sudetów Wschodnich, wykonując mapy geologiczne, drukowane później jako kolejne arkusze „Szczegółowej Mapy Geologicznej Sudetów w skali 1:25 000”. Opracował arkusze Głuchołazy, Podlesie i Kamienica oraz – jako współautor – arkusz Prudnik, a następnie w Górach Bystrzyckich i Górach Śnieżnika arkusze Międzylesie i Potoczek, jak również arkusz Zagórze Śląskie (współautorstwo z H. Teisseyre). W 1958 opublikował (wspólnie z A. Majerowiczem) opisy serii metamorficznych z okolic Głuchołazów oraz – w jęz. polskim i czeskim – artykuły o serii zieleńcowej w warstwach andelohorskich. Na podstawie materiałów z kartowania rejonu Międzylesia opracował zagadnienie krystalicznych ram rowu Nysy.
W latach 1960–1961 Leszek Sawicki uczestniczył w pracach Polskiej Ekspedycji Geologicznej w Demokratycznej Republice Wietnamu jako kartograf przy poszukiwaniach rud żelaza. Efekty prac ekspedycji, wraz z trzema artykułami Leszka Sawickiego, opublikowano w Biuletynie IG 177 (w jęz. francuskim) oraz w czasopiśmie „Wszechświat”. Opisał m.in. zjawisko współczesnego tworzenia się hipergenicznej mineralizacji magnetytowej w warunkach tropikalnych. Wraz z Romanem Osiką opracował i opublikował zagadnienia wietnamskich złóż apatytów.
Pobyt w Wietnamie stanowił kanwę dla literackiego opisu prac polskiej ekspedycji – książki „Woda w Bao Ha, duchy w Trai Hut” (1966). Jest to jedna z nielicznych publikacji zawierających barwne opisy kraju i realia życia ludzi dotycząca okresu sprzed eskalacji Wojny Wietnamskiej. Jak wspomina Leszek Sawicki, jednym z pierwszych nabywców kilkunastu egzemplarzy książki, zaraz po jej wydaniu, była Ambasada USA w Warszawie.
Przez 15 lat Leszek Sawicki kierował zespołem, który opracował i realizował szeroko zakrojony program badań geologicznych Dolnego Śląska pod zbiorczym hasłem „Model przestrzenny Sudetów”. W latach 1970–1988 był redaktorem regionalnym map geologicznych Dolnego Śląska w skali 1:200 000, a także autorem wydanego w tej serii arkusza Kłodzko. Zajmował się zagadnieniami tektonicznymi, był autorem lub współautorem wielu projektów badań wgłębnych, dokonywanych za pomocą wierceń (najgłębsze – do 2000 m. głębokości). Nadzorował odwierty, badał i opisywał skały ośmiu głębokich otworów. W otworze Grabin (obecnie gmina Niemodlin) odkrył źródło wody mineralnej – unikalną szczawę termalną o wysokim stopniu mineralizacji i wielkiej wydajności; był współautorem dokumentacji hydrogeologicznej tego źródła (dotychczas nie wykorzystywanego).
Zajmował się opracowaniami syntetycznymi, m.in. wykonywaniem map ścięcia poziomego (na poziomie 0 m i -2000 m p.p.m. w zespole prof. Z. Kotańskiego, redaktora tych map dla całego obszaru Polski.
Pracę w Instytucie Geologicznym zakończył sporządzeniem zbiorczej mapy geologicznej w skali 1:100 000 całego Dolnego Śląska z przyległymi obszarami Czech i Niemiec (wydanej w 1997 r. w postaci 16 arkuszy, wraz z tekstem objaśniającym). Było to rozwinięcie opracowanej uprzednio (w 1966 r.) przeglądowej mapy geologicznej Dolnego Śląska w skali 1:200 000, wydanej w wersjach językowych polskiej, angielskiej i rosyjskiej. Dr Leszek Sawicki był również autorem map geologicznych dla geograficznego „Atlasu Śląska Dolnego i Opolskiego", wydanego przez Polską Akademię Nauk (1997).
Był inicjatorem i realizatorem poszukiwań surowców mineralnych i współredaktorem kompendium „Surowce mineralne Dolnego Śląska”. Wykonał opracowanie „Surowce mineralne w gospodarce wojennej Niemiec podczas drugiej wojny światowej”. Był projektantem „Geostrady Sudeckiej”, wytyczonej przez górskie grzbiety w celu ich zagospodarowania zgodnie z potrzebami geoturystyki.

### Leopoliana
Mimo silnych związków z Wrocławiem i Dolnym Śląskiem Leszek Sawicki powiedział:

Od pierwszego roku życia jestem lwowianinem, czuję się lwowianinem z krwi i kości, całkowicie

Wyznał, że chciałby być pochowany z garstką ziemi z Cmentarza Łyczakowskiego, którą przechowuje w szkatułce w swoim wrocławskim mieszkaniu.
Należy do grupy założycieli Towarzystwa Miłośników Lwowa we Wrocławiu. Utrwala pamięć o Lwowie przez publikacje, zamieszczane w czasopismach kultywujących więź Lwowa z historią i kulturą Polski – „Semper Fidelis”, „Cracovia Leopolis”, „Rocznik Lwowski”, biuletyny Towarzystwo Miłośników Lwowa.
Wspomnienia wojenne (szczególnie dotyczące okupacji niemieckiej i akcji „Burza”), o wartości dokumentacyjnej, były publikowane w „Semper Fidelis” oraz w „Roczniku Lwowskim”, wspomnienia o przedwojennych i wojennych latach szkolnych – w „Roczniku Lwowskim”. W obu wymienionych czasopismach publikował również inne eseje na temat późniejszych podróży w poszukiwaniu tamtych lat i tamtych grobów. Jest autorem „Kalendarza Lwowskiego” na rok 2003. Barwne dzieje szkolnego lwowskiego klubu przyjaciół zostały opisane w artykule „Korzenie, drzewo, złote liście”.

### Podróże
Pasja życiowa Leszka Sawickiego to podróże turystyczno-geologiczne. W czasie studiów jako miłośnik górskiej turystyki narciarskiej był przodownikiem GON (Górskiej Odznaki Narciarskiej PTTK) i uczestnikiem wielu rajdów zimowych w Tatrach, Sudetach i Bieszczadach. Pierwszą wielką wyprawę odbył Drogą Wojenno-Suchumską w Kaukazie Zachodnim (1960). Pobyt w Wietnamie (1960–1961) był pierwszą fascynacją tropikami i kulturą wschodnioazjatycką. Wielkim doświadczeniem na zasadzie „szkoły przetrwania”, było przejście w roku 1992 Uralu Subpolarnego od dorzecza Obu do Peczory przez najwyższą partię Uralu (przypuszczalnie pierwsze polskie przejście trawersu Uralu).
W latach 1977–2012 Leszek Sawicki organizował i prowadził wyprawy do 25 krajów pozaeuropejskich, od Turcji i Afganistanu na zachodzie Azji do Indonezji i Filipin na wschodzie, a ponadto do Egiptu, Kenii i Tanzanii oraz Peru. Większość wypraw odbywała się na szlakach górskich, w tym trzy trekingi w Himalajach (w rej. Annapurny i Lahul), wędrówki w górach Gonga Szan (Chiny, Syczuan) i Tienszan, w chińskim Tybecie oraz na wulkanach Indonezji (Bromo, Merapi, Kelimutu) i na lodowcach Uralu, Himalajów i południowych Chin. W 1989 r. prowadził wędrówkę „Wielką Drogą Karakorum” (Pakistan – Chiny, przez Karakorum i Pamiry) do Urumczi na „Jedwabnym Szlaku”. W roku 1986 dokonał wejścia na Huayna Picchu, w roku 1990 na Mount Kenya (szczyt Point Lenana, 4985 m n.p.m.). W wyprawach, zazwyczaj kilkuosobowych, brali udział geolodzy, m.in. prof. Józef Oberc. Idee wypraw dostosowywano do motta buddyjskich pielgrzymów „Droga jest Celem”.
Relacje z wypraw Leszek Sawicki publikował w czasopismach geograficznych, m.in. „Poznaj Świat”, i w kolejnych tomach rocznika globtroterów „Przez Świat”.

## Publikacje
Leszek Sawicki jest autorem 24 publikacji naukowych (artykułów i map geologicznych) oraz współautorem 17 dalszych publikacji – w jęz. polskim, francuskim i czeskim, drukowanych w wydawnictwach Instytutu Geologicznego (Prace, Biuletyn, Kwartalnik Geologiczny, Przegląd Geologiczny) oraz Instytutu Geofizyki PAN, jak również w wydawnictwach Ustredniho Ustavu Geologickeho w Pradze. Jest autorem lub współautorem około pięćdziesięciu archiwalnych map, tekstów objaśniających do map, projektów i instrukcji kartograficznych, znajdujących się w archiwum Oddziału Dolnośląskiego PIG we Wrocławiu (również w archiwum Instytutu Geologicznego w Hanoi)
W roku 2014 Państwowy Instytut Geologiczny wydał wspomnienia Leszka Sawickiego pt. „Pies i geolog drogą nie chodzą”. W opisie książki, zamieszczonym na stronie internetowej PIG, napisano:

…możemy poczuć realia dawnego Lwowa i okolic, jak również poznać smak egzotycznych wypraw geologa-naukowca, ale i pasjonata-podróżnika. Liczne fotografie autorskie przenoszą w sam środek opowieści z diariusza, często do miejsc nieskażonych ludzką stopą, tak jak podczas kartowania w Wietnamie! Podróż przez wspomnienia Leszka Sawickiego jest barwna, często z dużą dozą humoru, niekonwencjonalna…

### Geologia
- 1955 – Dolnośląska Stacja Terenowa I.G. w okresie Dziesięciolecia[66],
- 1957–1962 – Szczegółowa Mapa Geologiczna Sudetów 1:25 000, arkusze: Głuchołazy, Podlesie, Kamienica, Międzylesie, Potoczek[67],
- 1957 – Szczegółowa Mapa Geologiczna Sudetów 1:25 000, arkusz Prudnik[68],
- 1958 – Szczegółowa Mapa Geologiczna Sudetów 1:25 000, arkusz Zagórze Śląskie[69],
- 1958 – Wschodniosudeckie serie metamorficzne w okolicy Głuchołazów (Sudety Wschodnie)[16],
- 1958 – Współpraca geologiczna polsko-czechosłowacka w Sudetach[70],
- 1959 – O zelenych bridlicich v andelohorskych vrstvach u Pokrzyvne v Polsku[17],
- 1960 – Przeglądowa Mapa Geologiczna Polski 1:200 000, arkusz Kłodzko[26],
- 1965 – Staropaleozoiczne złoża apatytów w Wietnamie Północnym oraz uwagi o możliwościach poszukiwawczych podobnego typu złóż w Polsce[71],
- 1965 – Z prac polskiej ekspedycji geologicznej w Demokratycznej Republice Wietnamu[23],
- 1966 – Woda w Bao Ha, duchy w Trai Hut[24]
- 1966 – Mapa geologiczna Dolnego Śląska 1:200 000[72],
- 1967 – Structure geologique des environs de Lang Vinh[20],
- 1967 – Sur les possibilites d’aparition de la magnetite hipergene dans les limonites de Lang Vinh[21],
- 1967 – Gisement de limonite de Lang Vinh[22],
- 1968 – The Silesian-Opole Depression against the Background of the Fore-Sudetic Structures[73],
- 1968 – Recent work on the Crystalline Massifs in the Góry Bystrzyckie and Góry Orlickie Mountains[74],
- 1972 – Prace geologów wrocławskich w Północnym Wietnamie (W: "Problemy eksportu usług geologicznych", Uniwersytet Wrocławski, zeszyt specjalny, Wrocław
- 1979 – Zarys budowy geologicznej – utwory przedkenozoiczne[75],
- 1980 – Aktualny stan badań utworów prekambryjskich w Polsce i kierunki ich rozwoju[76],
- 1982 – Rozwój poglądów na tektonikę utworów paleozoicznych regionu dolnośląskiego[77],
- 1984 – Występowanie szczaw termalnych w Grabinie koło Niemodlina[27],
- 1995 – Budowa wschodniej części bloku przedsudeckiego[15],
- 1995 – Mapa geologiczna regionu dolnośląskiego w skali 1:100 000 – próba syntezy kartograficznej Sudetów[78],
- 1995 – Mapa geologiczna regionu dolnośląskiego z przyległymi obszarami Czech i Niemiec (bez utworów czwartorzędowych) 1:100 000[79],
- 1997 – Mapa geologiczna regionu dolnośląskiego z przyległymi obszarami Czech i Niemiec 1:100 000[80],
- 1997 – Mapy geologiczne Dolnego Śląska[29],
- 1997 – Seryjna mapa geologiczna Dolnego Śląska i Sudetów w skali 1:200 000 – nowe przybliżenie[25],
- 1999 – We Wrocławiu, przed pięćdziesięciu laty[5],
- 2014 – Geostrada Sudecka – utopia i rzeczywistość[81].

### Leopoliana
- 1994 – Akcja „Burza” we wspomnieniach. Dziesięć lipcowych dni 1944 roku[36],
- 1994 – Po „Burzy”[37],
- 1995 – W berlingowskim mundurze[38],
- 1995 – Burza po „Burzy” (Posłowie)[82],
- 2002 – Lwowski bałak na wrocławskim ”tretuarzy”[83],
- 2003 – Wspomnienie o Profesorze Henryku Teisseyre, założycielu Dolnośląskiego Oddziału Państwowego Instytutu Geologicznego[84],
- 2003 – Kalendarz Lwowski[47],
- 2004 – Stryj Franek nie wrócił z włoskiego frontu[40],
- 2005 – Wehrmacht-Quartieramt w mieście Lemberg[41],
- 2006 – Studnia w Gawareczyźnie[42],
- 2006– Baudienst-Kommandostelle w mieście Lemberg[43],
- 2007 – Cyk, pitolku, tranwaj rucha”[44],
- 2008 – Korzenie, drzewo, złote liście[49][50],
- 2008 – Moje lwowskie szkoły[45],
- 2011 – Haneczka z ulicy Kurkowej[46],

### Podróże
- 1973 – U Zeusa na Olimpie[53]
- 1979 – Mudumalai[54]
- 1980 – Osiemsetlecie klasztoru Czerwonych Czapek[55]
- 1986 – W pustynnych Himalajach nad Czandrą[56]
- 1988 – Na Bromo wchodzi się nocą[57]
- 1991 – Rekonesans w chińskim Tiań-Szaniu[85]
- 1992 – Mount Kenia, święta góra Kikujów[86]
- 1992–1993 – Na Uralu Subpolarnym[87]
- 1998 – Gonga Shan[58]
- 2000 – Laos – notatki spisane na gorąco[59]
- 2001 – Tybet chiński – notatki spisane na gorąco[60],
- 2006 – Dawnych wspomnień czar czyli Towarzystwo do Handlu ze Wschodem im. Stanisława Wokulskiego[61],
- 2011 – Wyprawa klubowa w Bieszczady Zachodnie w lipcu 1953 roku[88].

## Odznaczenia i wyróżnienia
Za działalność w okresie II wojny światowej oraz za zasługi w utrwalaniu pamięci o ludziach i czynach w walce o niepodległość Polski podczas wojny i po jej zakończeniu Leszek Sawicki otrzymał:
- Medal Zwycięstwa i Wolności 1945 (1946),
- Medal Wojska (1948, Londyn),
- Krzyż Drugiej Obrony Lwowa (1981),
- Krzyż Armii Krajowej (1985, Londyn),
- Odznakę Grunwaldzką (1946)
- Odznakę „Weteran Walk o Wolność i Niepodległość Ojczyzny” (1993),
- Medal „Pro Memoria” (2011)

W czasie pracy w Instytucie Geologicznym był odznaczony, kolejno:
- Srebrnym Krzyżem Zasługi (1960),
- Złotym Krzyżem Zasługi (1970),
- Medalem 30-lecia Polski Ludowej (1974),
- Medalem 40-lecia Polski Ludowej(1984).

Został odznaczony ponadto:
- Odznaką „Zasłużony dla Województwa Wrocławskiego i Miasta Wrocławia” (1985),
- Odznaką „Zasłużony dla polskiej geologii” (1987),
- Złotym Medalem Przyjaźni Demokratycznej Republiki Wietnamu (1961),
- Złotą Odznaką Państwowego Instytutu Geologicznego (1994),
- Złotą Odznaką Towarzystwa Miłośników Lwowa, za działalność publicystyczną (1995).